# 人物主義
人物主義（じんぶつしゅぎ）とは、道徳教育において道徳観念を最高理想とし、その具現化を目指した人物の行為を通して徳を身に付ける、という考え方をいう。
第二次世界大戦以前の日本の修身科の国定教科書において、この傾向が顕著に見られた。以下、日本の事情について記述する。

## 思想史

### 人物主義の成立
明治維新以来、修身教育はさまざまな論争が展開されてきたが、教育勅語の発布（1890年（明治23年）10月30日）によって、方向性が示され次第に収束していった。翌1891年（明治24年）には「小学校教則大綱」（11月制定）と「小学校修身教科用図書検定基準」（12月制定）が策定され、勅語の中に示された孝行・博愛・義勇など12の徳目にしたがった教科書がわずか2年のうちに80冊も検定を通過した。
これらの教科書は徳目主義と呼ばれる構成をとっていた。これは、勅語に示された徳目を順に配列し、学年を追うごとに徐々に程度を高めていく、というものであった。しかし、このような「教育勅語の徳目解説書」とも言える無味乾燥な教科書は、当時流行していたヨハン・フリードリヒ・ヘルバルト学派の思想の影響を受け、児童・生徒の興味を喚起すべく、歴史上模範となる人物の伝記を主体とするものに代わっていった。

### 国定教科書への移行
人物主義が導入されてまもなく、日清戦争が勃発し、国家主義の傾向が高まると修身教科書の国定化が議論されるようになった。福沢諭吉、外山正一らは国定化に反発する意見を表明したが、1902年（明治35年）に教科書疑獄事件が発生したことによる世論の支持を受け、翌1903年（明治36年）の小学校令改正を経て、1904年（明治37年）に第1期国定教科書が誕生した。
第1期国定教科書は、徳目主義と人物主義を併用するという編集方針の元に作成されたが、各界から批判が集中した。特に人物主義の根底をなすヘルバルト学派からは、人物伝が細切れになって児童の関心を無視していることや無理に人物伝を徳目と結び付けていると非難された。
この批判を受けて1910年（明治43年）に発刊された第2期国定教科書は、1人の人物を3課に渡って取り上げる、という配慮が見られた。
その後、第3期から第5期まで国定教科書は強調点を変えながら改訂されたが、基本的には徳目主義と人物主義を踏襲した。

## 教科書に登場した人物
検定教科書時代には菅原道真や伊藤仁斎、楠木正成などが取り上げられた。
第1期国定教科書では、日本人だけでなく、エイブラハム・リンカーンやフローレンス・ナイチンゲールといった欧米の偉人が13人紹介され、5つの国定教科書のうちで最多であった。
第2期国定教科書では天皇制に基づく絶対主義体制の下、欧米人は5人に削減され、二宮尊徳を初めとした日本人の例話が増加した。

## 心のノートと人物主義
2002年（平成14年）4月、文部科学省は全国の小・中学校に『心のノート』という補助教材を無償配布したが、教科用図書検定を経ることなく配布したなどとして非難する声が上がった。
この中では、戦前に多く取り上げられた聖人君子に代わり、現役のスポーツ選手が登場して児童・生徒らにメッセージを寄せており、人物主義を垣間見ることができる。

## 利点と欠点
実在した人物を扱うため、児童・生徒が興味を抱きやすいという利点がある。
一方、欠点としては徳目に結び付けるために、無理に伝記・寓話を導入したり、訓戒を付加していることが挙げられる。